# ديدغوري-2
ديدغوري-2 (بالجورجية:დიდგორი 2) هي ناقلة جنود مدرعة، ومركبة للعمليات خاصة صناعة جورجية. تم إنتاجها من قبل شركة إس تي سي دلتا التابعة لمركز البحوث التابع لوزارة الدفاع في جورجيا في عام 2009، وتصنيع من قبل مصنع تبليسي للطائرات. وهي من عائلة ديدغوري المخصصة كناقلة جنود مدرعة. وهي مشابهة بالمواصفات والمميزات ديدغوري-1.وتستخدم من قبل القوات المسلحة السعودية، والقوات البرية الجورجية، وجمهورية الكونغو الديمقراطية. يبلغ سعر الناقلة الواحدة 240.000 دولار أمريكي.

## المملكة العربية السعودية

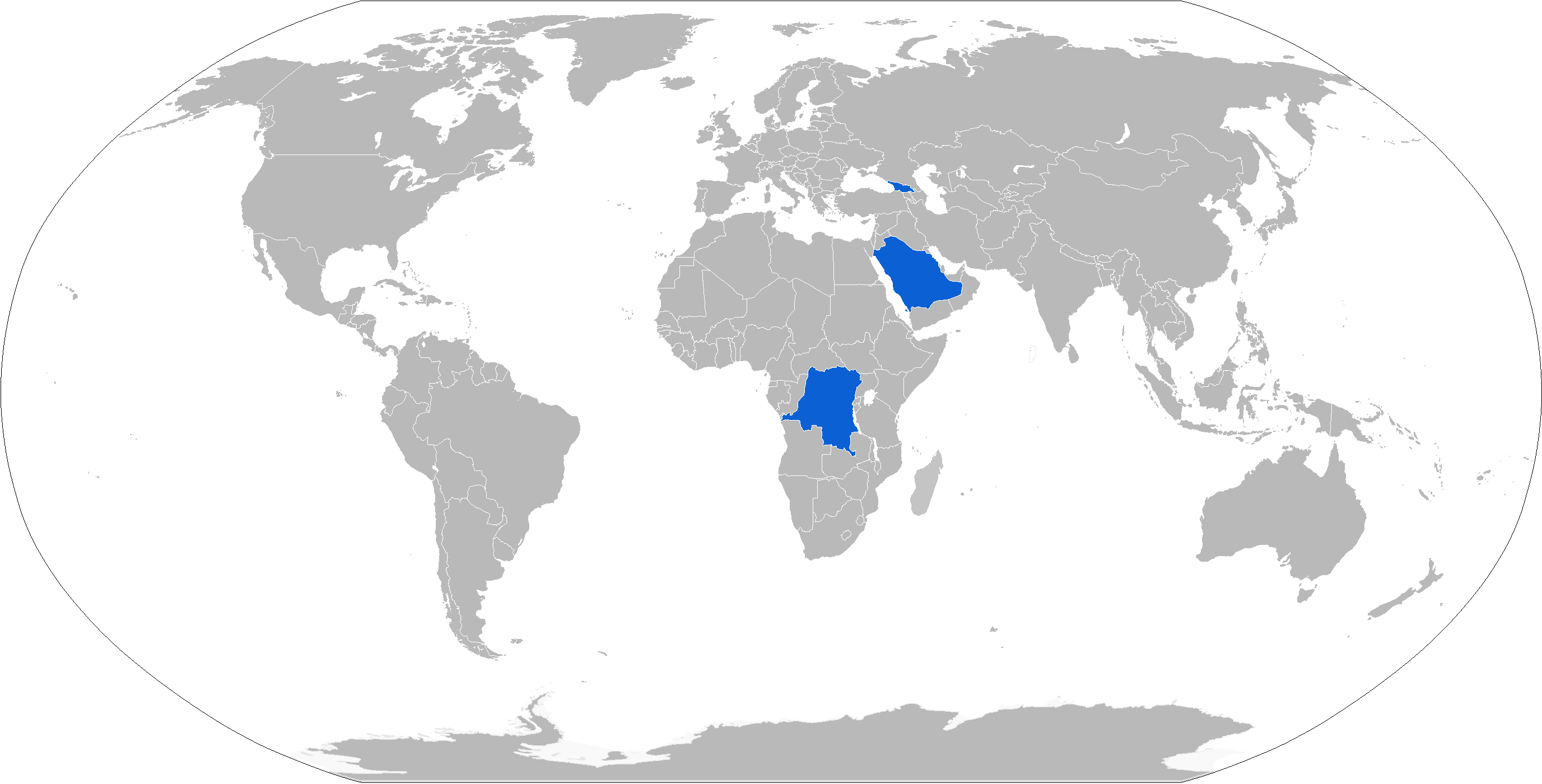
الدول المستخدمة لديدغوري-2 باللون الأزرق

في 27 أغسطس 2014، شاركت جورجيا في مناقصة ناقلة جنود مدرعة مخصصة للإخلاء الطبي تستضيفه وزارة الدفاع في المملكة العربية السعودية. وأجريت للمدرعات اختبارات معظمها في الصحراء وأيضا في المناطق الحضرية وشملت على ارتفاعات مختلفة مثل الجبال، وأنواع مختلفة من التضاريس والتدرجات، والأحوال الجوية، وتحت الضغط الشديد. ونجحت ديدغوري في كل الاختبارات بنتائج جيدة جدا، ووصلت إلة النهائيات جنبا إلى جنب مع لينكو بياركات الولايات المتحدة بعد القضاء على أربعة مركبات أخرى منافسة منها أوشكوش إم-أي تي في الأمريكية. وعلى الرغم من فوز ديدغوري وحصولها على نتائج أفضل من المركبات الأخرى، إلا أنه لم يعلن عن الفائز إلا في يناير 2016، وبعد أشهر من الاستشارات والتقييم من قبل المملكة العربية السعودية تم طلب إجراء نسخة خاصة للمملكة العربية السعودية تحتوي على تعديلات وتغييرات وتطويرات في المركبة وشراء أكثر من 100 مركبة.

## المستخدمون
- جورجيا: 50+ ديدغوري-2 تخدم حاليا في القوات البرية الجورجية، وعدد غير معروف تحت الطلب.
- السعودية: وقعت وزارة الدفاع عقدا بقيمة 40 مليون دولار أمريكي لتزويدها بأكثر من 100 ناقلة جند مدرعة حديثة للإخلاء الطبي وستصل إلى ما يقارب ألف ناقلة على مدى العشر سنوات القادمة، بعد فوزها بالمناقصة ضد كبار منتجي العربات المدرعة مثل: أوشكوش، شترايت، أيه أي جي، شتاير، بيركات، ولينكو. وقد بقي في التجارب الأخيرة كل من شركتي لينكو، ودلتا الجورجية حيث استطاعت المدرعات الجورجية من الفوز بالمناقصة بعد اجتياز كافة التجارب وعلى مختلف التضاريس.[8] وفي عام 2016، تم تسليم أول دفعة تحتوي على 12 مركبة.[9][10][11][12]
- جمهورية الكونغو: 10 تستخدم للإستطلاع، و2 للإخلاء الطبي.[13]